# Elmgreen & Dragset

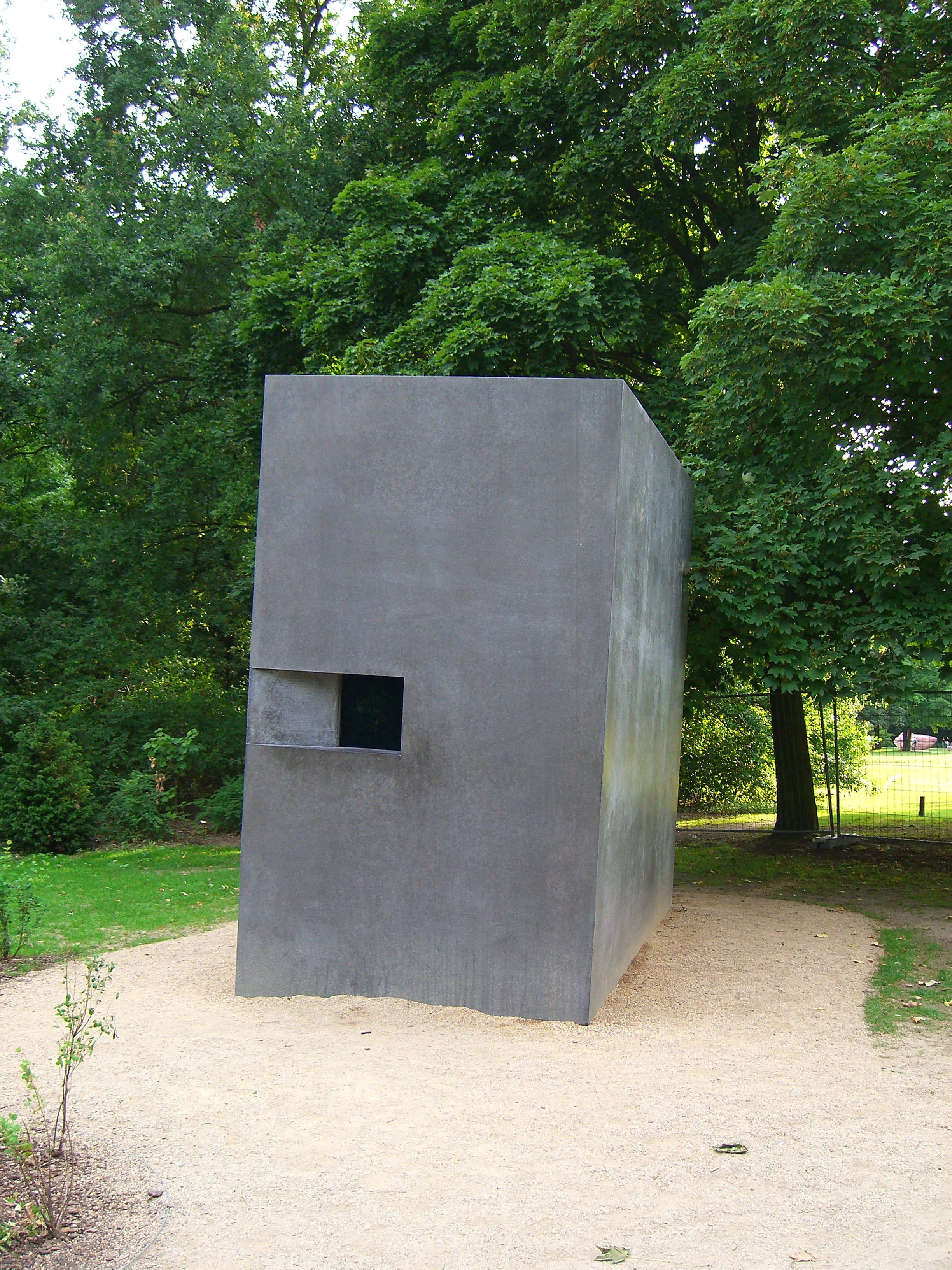
Homomonument in Berlijn, 2008

Elmgreen & Dragset is een Scandinavisch kunstenaarsduo. Het zijn Michael Elmgreen (1961) uit Denemarken en Ingar Dragset (1968) uit Noorwegen. Het duo is onder meer bekend van hun Prada-winkel in de woestijn in 2005 en van hun presentatie op de 53e Biënnale van Venetië in 2009. Zij wonnen de wedstrijd van de Duitse Bondsregering voor een Monument voor de onder het nationaalsocialisme vervolgde homoseksuelen, dat sinds mei 2008 in Berlin-Tiergarten staat.
In 2011 exposeerden Elmgreen & Dragset in De Onderzeebootloods op het RDM-terrein in de haven van Rotterdam, op uitnodiging van het Havenbedrijf Rotterdam en Museum Boijmans Van Beuningen.

## Tentoonstellingen (selectie)
- 2011: The One & The Many, in De Onderzeebootloods in Rotterdam, door Museum Boijmans Van Beuningen Rotterdam en het Havenbedrijf Rotterdam[1][2]
- 2010: Elmgreen & Dragset. Celebrity - The One and the Many, ZKM, Museum für Neue Kunst, Karlsruhe[3]
- 2009:  The Collectors, in het Deens en Noors Paviljoen op de Biënnale van Venetië[4]
- 2008: Home is the Place You Left, Trondheim Kunstmuseum, Trondheim
- 2007: This is the First Day of my Life, Malmö Kunsthall, Malmö, Zweden
- 2006: The Incidental Self, Taka Ishii Gallery, Tokio
- 2006: The Welfare Show, Serpentine Gallery, London en The Power Plant, Toronto
- 2005: Prada Marfa, Art Production Fund/Ballroom Marfa, Marfa, Texas
- 2005: The Welfare Show, Bergen Kunsthall, Bergen, Noorwegen
- 2004: Moving Energies - Aspekte der Sammlung Olbricht: Michael Elmgreen und Ingar Dragset, Museum Folkwang, Essen
- 2003: Short Cut, Fondazione Nicola Trussardi, Milaan
- 2003: Spaced Out/Powerless Structures, fig. 211, Portikus, Frankfurt am Main
- 2002: Museum: Elmgreen & Dragset, Sala Montcada / Fundacio La Caixa, Barcelona, Spanje
- 2002: Michael Elmgreen & Ingar Dragset: Prison Breaking/Powerless Structures, fig. 333, 25th Biënnale van São Paulo, Brazilië
- 2001/2002: Taking Place: Die Arbeiten von Michael Elmgreen & Ingar Dragset, Kunsthalle Zürich, Zürich
- 2001: Michael Elmgreen & Ingar Dragset: A Room is defined by its Accessibility, Statens Museum for Kunst, Kopenhagen
- 2001: Linienstrasse 160, Galerie Klosterfelde, Berlijn
- 2001: Powerless STructures, fig. 111, Portikus, Frankfurt am Main
- 2000: Zwischen anderen Ereignissen, Galerie für Zeitgenössische Kunst, Leipzig